# Румбурк
Румбурк (нем. Rumburg, в.-луж. Romjbor) — город в северной части Чешской республики, в восточной части Устецкого края, в северо-восточной части района Дечин, на Шлукновском выступе. Через город протекает река Мандава.
В Румбурке находятся пограничные переходы в немецкие города Зайфхеннерсдорф и Нойгерсдорф.
Город является общиной с расширенными полномочиями.

## История
В прошлом город был известен производством текстильного волокна и так называемых «румбурских камней», которые производила фирма «Руков». В 1918 году здесь произошло восстание солдат, вернувшихся из русского плена. Десять участников восстания были расстреляны, а остальные помещены в тюрьму в Терезинской крепости. На территории капуцинского монастыря находится лютеранская часовня, построенная в начале XVIII века и являющаяся самой северной постройкой в своём роде в мире.

## Название
Название города происходит от фамилии гёрлицких и циттавских горожан в 1298 году Ромберх, позднее Роненберх, Ронненберх, Роненберг, Румберг. В 1341 году впервые появляется Румбург. Замок со схожим названием — Румбург — находится в Германии недалеко от города Айхштет.

## Достопримечательности
- Замок
- Капуцинский костёл св. Лаврентия 1683—1690 гг.
- Костёл св. Варфоломея
- Памятник Румбуркскому восстанию
- Марианская колонна (Чумной столб)
- Смотровая башня Дымник (517 м на уровнем моря)

## Население
| Год  | Численность | Численность |
| ---- | ----------- | ----------- |
| 1869 | 13 204      | [ 4 ]       |
| 1880 | 10 142      | [ 5 ]       |
| 1890 | 14 602      | [ 4 ]       |
| 1900 | 15 911      | [ 4 ]       |
| 1910 | 10 544      | [ 5 ]       |
| 1921 | 14 041      | [ 4 ]       |
| 1930 | 10 466      | [ 5 ]       |
| 1950 | 9300        | [ 4 ]       |
| 1961 | 9459        | [ 4 ]       |
| 1970 | 9095        | [ 4 ]       |
| 1980 | 10 255      | [ 4 ]       |
| 1991 | 10 789      | [ 4 ]       |
| 2001 | 11 024      | [ 4 ]       |
| 2011 | 10 770      | [ 4 ]       |
| 2014 | 11 155      | [ 6 ]       |
| 2016 | 11 179      | [ 7 ]       |
| 2017 | 11 095      | [ 8 ]       |
| 2018 | 11 094      | [ 9 ]       |
| 2019 | 11 082      | [ 10 ]      |
| 2020 | 11 036      | [ 11 ]      |
| 2021 | 10 903      | [ 12 ]      |
| 2022 | 10 679      | [ 13 ]      |
| 2023 | 10 937      | [ 14 ]      |
| 2024 | 10 861      | [ 2 ]       |